# Урбанский, Тадеуш
Тадеуш Урбанский (пол. Tadeusz Urbański; 1901, Екатеринодар — 1984, Варшава) — польский химик, профессор Варшавской политехники.

## Биография
Родился в 1901 году в Екатеринодаре (ныне Краснодар), где его отец работал судьёй. В 1919 году поступил на обучение в Новочеркасск на химика, в 1922 году переехал в Варшаву, где в 1924 году окончил Варшавскую высшую техническую школу (ныне Варшавская политехника). Во время обучения заинтересовался описанием взрывных реакций в газах, которые были описаны французским химиком Анри Луи Ле Шателье, и решил заниматься именно в этой области химии. Получив звание доктора химических наук, он стал работать в лаборатории пиротехники Института техники и вооружения при Министерстве обороны Польши и на заводе боеприпасов «Pocisk» в Рембертуве. Его коллегами были Збигнев Капущинский и Тадеуш Тухольский (оба были расстреляны в Катыни. Также Урбанский в 1930-е годы преподавал в Варшавском аэроклубе. В 1938—1939 годах преподавал на факультете химии в Варшавской политехнике.
Во время Второй мировой войны Урбанский сначала уехал во Францию, а затем в Англию, где продолжал исследования в области взрывчатых веществ и биологических добавок. После возвращения в Польшу в 1946 году он снова занял пост преподавателя, до 1950 года работал деканом факультета химии, до 1971 года работал заведующим 2-й кафедрой органической технологии. Продолжал свои работы в области взрывчатых веществ и биологических добавок: в последнем случае его наработки пригодились для изобретения серии лекарств против туберкулёза. 19 июля 1954 за заслуги в развитии польской науки награждён Офицерским крестом Ордена Возрождения Польши. В 1962 году был номинирован на Нобелевскую премию по химии, но не получил её.
В 1964—1967 годах занимал пост директора Института органической химии Польской академии наук. В 1981 году удостоен титула доктора honoris causa Варшавской политехники. В 1985 году награждён медалью Анджея Снядецкого. Скончался в том же году в Варшаве.

## Научная деятельность
Тадеуш Урбанский непосредственно стал известен благодаря научным работам по химии, посвящённым нитроалканам (взрывчатым веществам) и простейшим их представителям — таким, как нитрометан и нитроэтан — их реакциям с формальдегидами и образованию 1,3-оксазина. Он является автором трёхтомной монографии «Химия и технология взрывчатых веществ» (пол. Chemia i technologia materiałów wybuchowych), изданной в 1954 году Министерством народной обороны Польши. Переведена на английский и издана Macmillan Publishers в 1964 году и Pergamon Press (импринт издательства Elsevier) в 1984—1985 годах уже как четырёхтомная публикация «Chemistry and technology of explosives». Ему также принадлежат более чем 500 научных публикаций.